# Dypsis ambanjae
Dypsis ambanjae is de botanische naam van een plant uit de palmenfamilie (Arecaceae), die endemisch is in Madagaskar. Een synoniem is Phloga sambiranensis Jum. (1933)
De palm groeit in het regenwoud op een vlakke oppervlakte waar de ondergrond ondiep is en waar rotsen ontstaan. Het bos is laag en relatief open door de frequente wind en wolken. Enkel nog een dertigtal volwassen exemplaren zijn geteld in het gebied rond Daraina (voorgesteld als beschermd gebied). Er zouden ook exemplaren voorkomen in het Tsaratananareservaat maar die werden sinds 1912 niet meer gelokaliseerd. De plant staat op de Rode Lijst van de IUCN als zijnde "ernstig bedreigd (kritiek)" (CR) wegens zijn zeldzaamheid en omdat het gebied waar deze palm groeit onderhevig is aan ontbossing en selectief kappen van het bos.